# Pitaguary

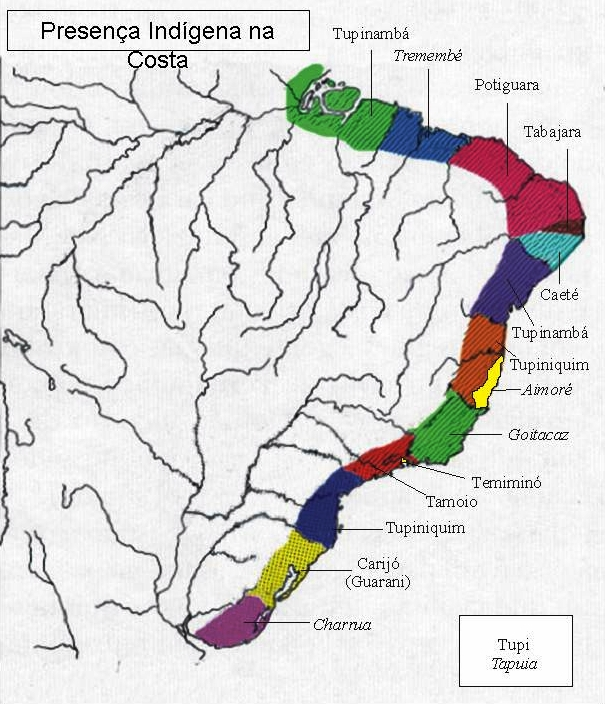
Presenza indigena in Brasile nel XVII secolo

I Pitaguary (o anche Pitagoarí) sono un gruppo etnico del Brasile. Sono principalmente di fede animista.
Vivono negli stati brasiliani di Paraíba e Ceará, nei pressi di Pôsto Nísia Brasileira sulla Baía da Traição, nella municipalità di Mamanguape.